# Terremoto de Yinchuan y Pingluo de 1739
El terremoto de Yinchuan y Pingluo de 1739 sacudió la Región Autónoma Hui de Ningxia del norte el 3 de enero de 1739 con epicentro en la ciudad a nivel de prefectura de Shizuishan. El terremoto de magnitud estimada 7,6 tuvo una intensidad máxima de XII en la escala de intensidad de Mercalli y mató a unos 50.000 residentes y funcionarios. Se sintió ampliamente; percibido en las provincias de Shanxi, Shaanxi y Hebei. Las réplicas persistieron durante más de dos años, siendo la mayor de 5,5 el 13 de febrero de ese mismo año.

## Entorno tectónico
Aunque el norte de China no está cerca de los límites de las placas tectónicas, la región está plagada de fallas y hay deformaciones en curso. Ningxia se encuentra en una zona de transición compleja de compresión en la meseta tibetana nororiental a características de extensión, horst y graben en la meseta de Ordos. Hacia el sur, la enorme falla de deslizamiento de Haiyuan entra y se convierte en un grupo de fallas inversas.
El graben de Yinchuan es un bloque de corteza de 50 kilómetros × 160 kilómetros en el extremo norte de Ningxia, delimitado por varias fallas normales de norte a sur. Dos de estas fallas son la zona de falla de Helanshan Piedmont en el límite occidental del graben y la falla de Huang He en el este. Su tasa de deslizamiento es de 2 a 3 milímetros por año. La falla de East Helanshan es la falla raíz de dos fallas ciegas más; las fallas Luhuatai y Yinchuan-Pingluo se forman dentro del bloque. Las imágenes sísmicas muestran que la falla de East Helanshan converge con la falla de Huanghe a 30 kilómetros de profundidad. East Helanshan y Yinchuan-Pingluo se cruzan para convertirse en una falla a una profundidad de 30 kilómetros. Las montañas Helanshan separaban el lado occidental del graben del desierto de Alxa, mientras que la meseta de Ordos está al este. Se cree que la tasa de extensión de la fosa de Yinchuan es de 2,9 ± 1 milímetro por año. El graben ha acumulado hasta 7 kilómetros de sedimentos del Eoceno tardío.
En su extremo sur, las fallas de Sanguankou y Niushoushan, junto con otras fallas de dirección noroeste-sureste, forman el límite sur del bloque. En el extremo norte del bloque, la falla de Zhengyiguan, una falla de deslizamiento de rumbo dextral atraviesa las montañas Helanshan.
Dos terremotos inferidos de 6,5 ocurrieron en el área en 1143 y 1477, y uno de 6,0 en 1921 sería la actividad importante más reciente en el graben. El intervalo de recurrencia promedio para grandes terremotos como el de 1739 en la región es de aproximadamente 1.500 a 2.000 años.

## Terremoto
La magnitud estimada estuvo en el rango de 7,1 a 7,6. Los primeros estudios le dieron al evento una magnitud de 8,0 según la documentación histórica de la sacudida, lo que lo convirtió en uno de los terremotos intraplaca con fallas normales más grandes. Los terremotos normales de intraplaca continental con magnitudes superiores a 7,0 son poco comunes. Se determinó que la falla de origen era la falla de East Helanshan, que se rompió durante 88 kilómetros. Se ha sugerido un deslizamiento máximo estimado de 10 a 13 kilómetros. Se descubrieron escarpas de falla conocidas como las escarpas de Suyukou a lo largo de la traza de la falla de Helanshan Oriental conservada en abanicos aluviales a lo largo de 16,5 kilómetros. Algunos de estos tenían una altura de 11 metros, pero no eran de un solo evento; se identificaron múltiples terremotos anteriores a partir de la escarpa. La altura máxima de la escarpa creada por el sismo fue de 5,1 metros, con un promedio de 3,0 metros. Otro conjunto de escarpes conocidos como los escarpes de Hongguozigou a 65 kilómetros de distancia del escarpe de Suyukou se trazó durante 3,5 kilómetros. Era una pared casi vertical de 2,7 metros de altura, con un desplazamiento dextral de 3 metros.
Sin embargo, otra investigación colocó la falla de origen como la falla de Huanghe. Esta falla está mayormente enterrada bajo sedimentos y se encuentra en lados opuestos del foso, paralela a la falla de East Helanshan. Se extiende a lo largo de 120 kilómetros, con gran parte de sus escarpas de fallas erosionadas, enterradas bajo varios metros de sedimento.
Se infirió que la fuerte sacudida del terremoto se produjo a lo largo de las fallas de Yinchuan-Pingluo y Huanghe, donde los edificios en el área quedaron casi totalmente destruidos, mientras que a lo largo de las fallas de East Helanshan y Luhuatai, muchos edificios aún estaban en pie con daños leves. Las Torres Shuang, de 15 pisos de altura, construidas cerca de las escarpas de Suyukou no se derrumbaron durante el terremoto de 1739, pero las torres en la ciudad de Yinchuan, más cerca de la falla de Huanghe, quedaron totalmente destruidas. Se ha inferido de estos patrones de daño que las intensidades de sacudidas más fuertes estaban en el lado este del graben, donde las fallas Huanghe y Yinchuan-Pingluo están cerca de la superficie. Anteriormente se pensaba que la Gran Muralla que atraviesa Ningxia fue compensada por una ruptura de la superficie y en su lugar se construyó sobre una falla preexistente de la zona de falla de Helanshan Piedmont, no formada por el terremoto de 1739. La falla escarpa fue fechada en 2370 y 2060 AP; mucho más antigua que la propia muralla que fue construida a principios del siglo XVI.

## Efectos
Las sacudidas más fuertes del terremoto se produjeron en Yinchuan y Pingluo, donde se determinó una intensidad máxima de XII en la escala de intensidad sísmica china y XI en la escala de intensidad de Mercalli. En esta región de intensidad, el terremoto derrumbó la mayoría de las casas, templos, oficinas y un muro de la ciudad de 10 metros de alto y 6 metros de ancho. En los registros históricos se registraron fisuras en el suelo de hasta un metro de ancho y 100 metros de largo y grandes hundimientos. En Yinchuan, hubo más de 15.300 personas asesinadas. La ciudad fue arrasada por completo y los fuegos ardientes ardieron durante toda la noche mientras se destruyeron muchos canales, cerrando el flujo de agua. El suelo se abrió por más de 100 metros, donde brotó arena y agua negra.